# Skała Miłości
Skała Miłości – skała ostańcowa w miejscowości Mstów, w powiecie częstochowskim. Pod względem geograficznym znajduje się na Wyżynie Częstochowskiej. Bywa określana jako najbardziej wysunięty na północ ostaniec Jury Krakowsko-Częstochowskiej. Samotna skała znajduje się na odkrytym terenie, dzięki czemu widoczna jest z daleka i stanowi charakterystyczny obiekt Mstowa.
Od 2004 roku Skała Miłości podlega ochronie jako pomnik przyrody.
Jest to wapienny ostaniec znajdujący się nad Wartą, u zachodnich podnóży Góry Szwajcera (267 m). Związana z nim jest legenda. U jego podnóża wypływa źródło, któremu przypisywano moc uzdrawiania. Pewnego razu matka wysłała córkę po jego uzdrawiającą wodę. Ta jednak długo nie wracała. W końcu zdenerwowana matka wybrała się do źródła sama. Przy źródle znalazła córkę w ramionach kochanka. W przypływie emocji rzuciła klątwę, która obydwoje kochanków zamieniła w skałę.
Staraniem władz gminy i przy wsparciu środków Unii Europejskiej zagospodarowano otoczenie skały i Góry Szwajcera przekształcając je w teren rekreacyjny. Wykonano szlaki spacerowe, altany, schody, ławki, podesty widokowe, tablice informacyjne, miejsce do palenia ognisk i grilowania.
Skała Miłości jest udostępniona do wspinaczki skalnej. Ma wysokość 12-15 m, ściany pionowe i połogie z filarem. Na ścianie zachodniej i południowo-zachodniej jest 6 dróg wspinaczkowych o trudności V do VI.3+ w skali Kurtyki. Wszystkie posiadają asekurację (5-8 ringów i stanowiska zjazdowe).

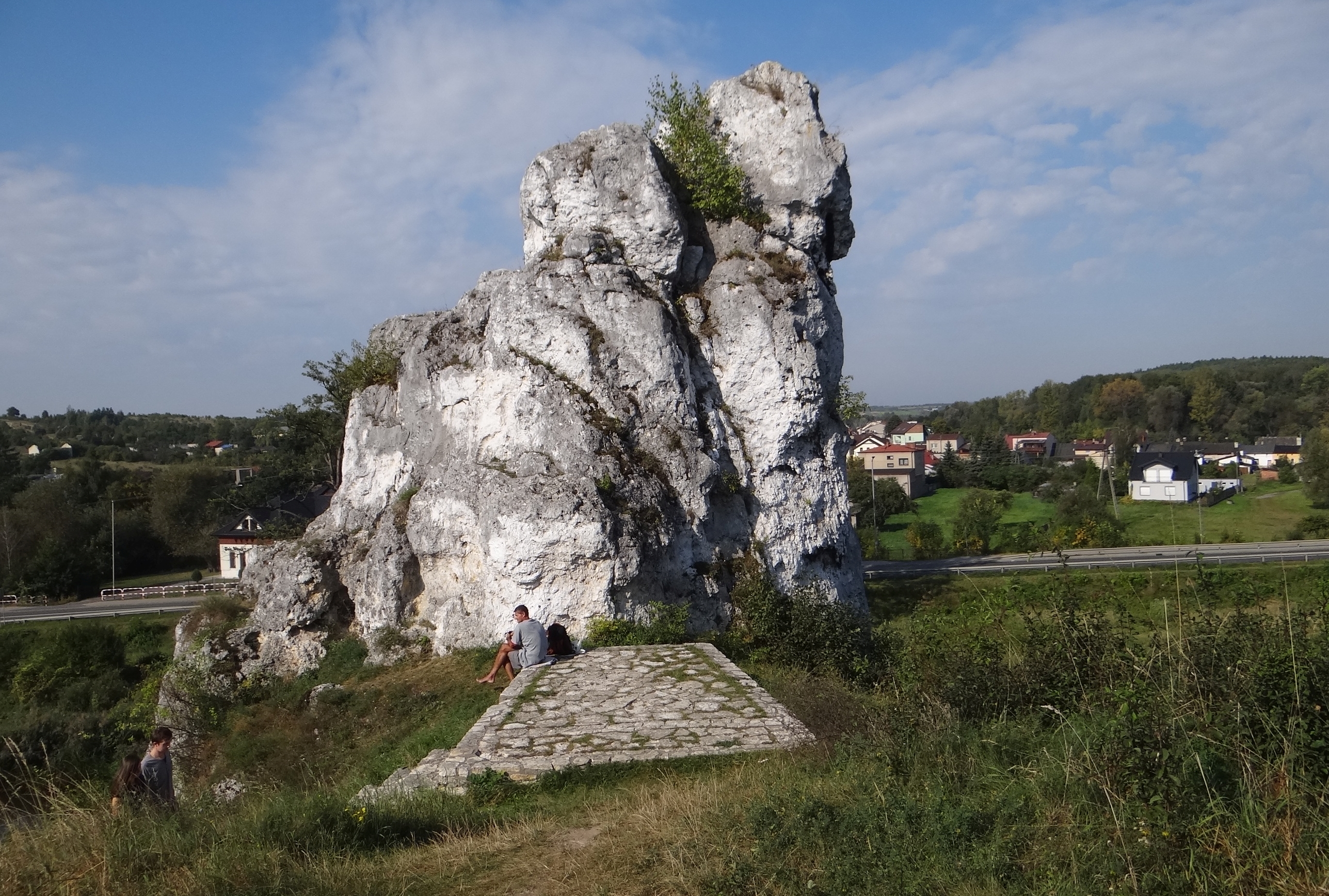
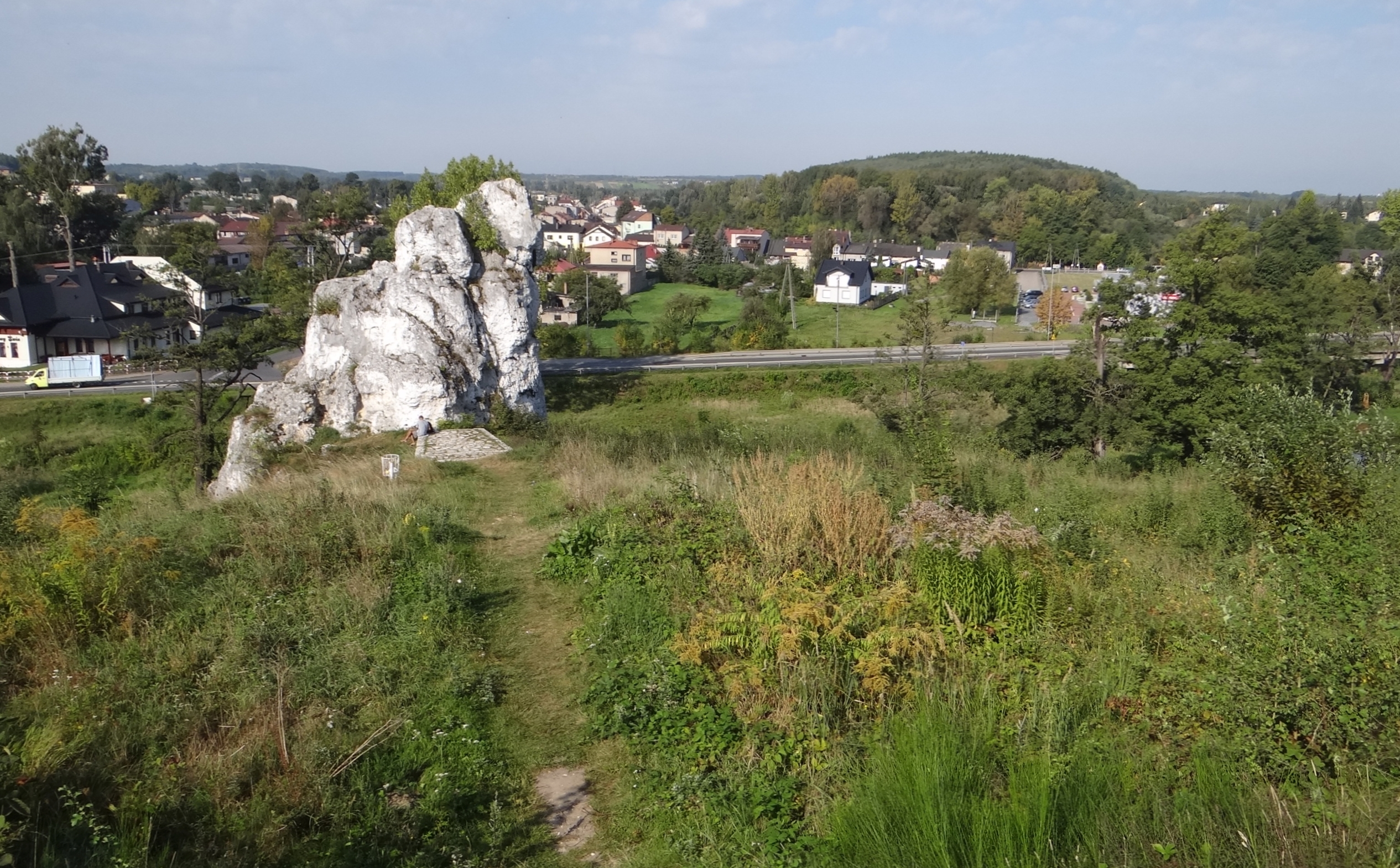
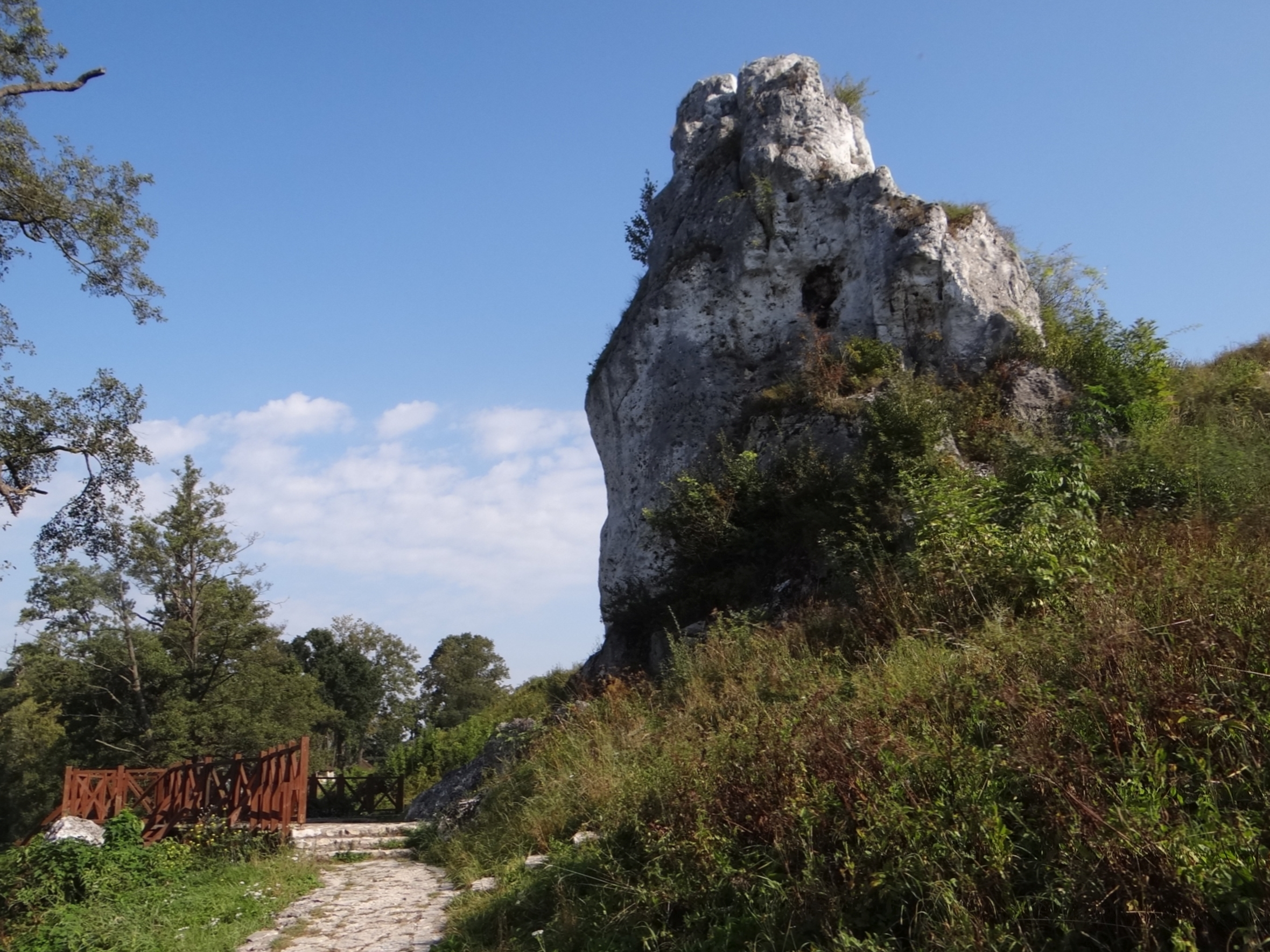